# 泰松
泰松（法語：Tesson，法語發音：[tɛsɔ̃]）是法国滨海夏朗德省的一个市镇，位于该省中南部，属于桑特区。

## 地理
泰松（45°37'55"N, 0°39'11"W）面积12.13 平方千米，位于法国新阿基坦大区滨海夏朗德省，该省份为法国西部滨海省份，北起旺代省，西临大西洋，南至吉倫特省，东南接多爾多涅省，东北接德塞夫勒省接壤，东临夏朗德省。
与泰松接壤的市镇（或旧市镇、城区）包括：贝尔讷伊、普雷吉亚克、里乌、圣西蒙德佩卢阿耶、泰纳克、维拉尔昂蓬。

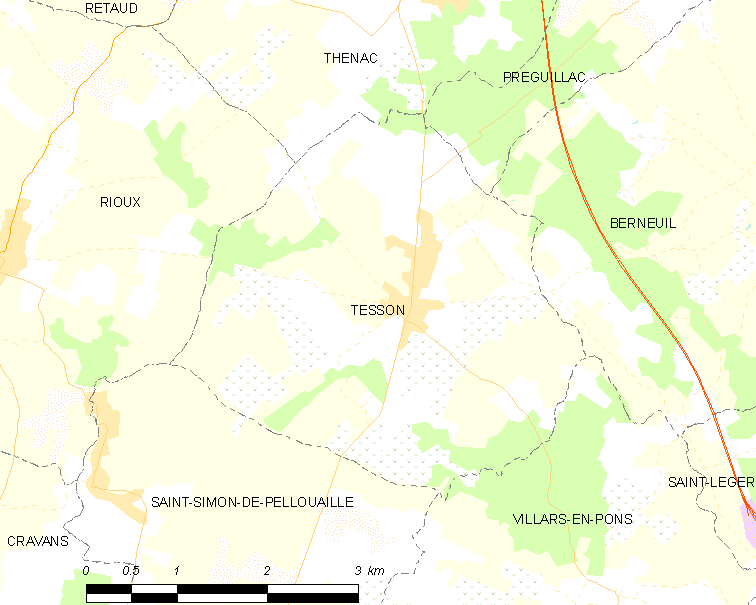
泰松的OSM定位图

泰松的时区为UTC+01:00、UTC+02:00（夏令时）。

## 行政
泰松的邮政编码为17460，INSEE市镇编码为17441。

## 政治
泰松所属的省级选区为泰纳克县。

## 人口

1962-2008年间泰松人口变化图示

泰松于2022年1月1日时的人口数量为1144人。